# Provincia de Tierra del Fuego (Chile)
La Provincia de Tierra del Fuego es una provincia de Chile que se ubica en el centro-este de la Región de Magallanes y de la Antártica chilena, en la isla Grande de Tierra del Fuego. Tiene una superficie de 22 593 km² y posee una población de 8364 habitantes. Su capital provincial es la ciudad de Porvenir.
La provincia corresponde al territorio occidental de la isla Grande al sur del Estrecho de Magallanes. El origen de su nombre data de 1520, cuando Hernando de Magallanes la bautizó por primera vez como Tierra de los Fuegos o de los Humos por las fumarolas que destacaban en sus riberas y que eran encendidas por los selknam (onas). Carlos I, rey de España, cambió esta denominación por la de Tierra de Fuego, considerando que el humo debía provenir del fuego.

## Historia
El interior de la isla permaneció desconocido hasta 1879, año en que la expedición del teniente de la Armada de Chile Ramón Serrano Montaner lo atravesó desde la bahía Gente Grande hasta la bahía San Sebastián en el Atlántico.
Más de 4000 nativos onas o selk'nam habitaban sus pampas esteparias, que la cubren casi por completo desde la boca del estrecho hasta los primeros contrafuertes de la cordillera de Darwin -al sur-, donde aparecen los matorrales y luego el espeso bosque magallánico. Eran tribus nómadas, de estampa corpulenta y gran estatura, hábiles con la honda, el arco y la flecha, instrumentos que los ayudaban a cazar guanacos y aves. Además eran hostiles a cualquier intromisión en su territorio: por casi medio siglo rechazaron los intentos de penetración que se organizaban en la frágil colonia de Punta Arenas. En su homenaje, los primeros navegantes bautizaron la bahía con el nombre de Gente Grande.
Con el tratado de 1881 y el protocolo de 1893 se delimitaron las fronteras entre Chile y Argentina en la isla Grande de Tierra del Fuego. 
La exploración de Ramón Serrano en 1879 reveló que estas tierras eran excelentes para la ganadería, y fue quien informó de la presencia de importantes yacimientos auríferos en las arenas de los principales ríos de Tierra del Fuego. Con este incentivo, cientos de aventureros extranjeros llegaron a la isla con la esperanza de encontrar en tan anheladas y lejanas tierras, el sustento inicial para producir auspiciosas fortunas. En la expedición de 1880, Jorge Porter descubrió la bahía Porvenir y encontró oro en la sierra Boquerón; cientos de mineros de América y Europa invadieron el lugar a partir de 1882, en la denominada fiebre del oro de Tierra del Fuego. Las minas se industrializaron hacia comienzos del siglo XX, con dragas mecánicas, hasta que finalmente se agotaron los yacimientos hacia 1909.
En tanto, el Fisco inició la licitación en arriendo por 20 años de las tierras ganaderas de la isla. La Sociedad Ganadera Gente Grande explotó desde 1883 las pampas al norte del cordón Baquedano. José Nogueira obtuvo una concesión de 310 000 ha en el área de Bahía Felipe y, en 1890, otro millón de hectáreas en arriendo. Nogueira creó dos estancias en los terrenos adjudicados en Tierra del Fuego, Springhill y Bahía Felipe. Las estancias Caleta Josefina, en la ribera del estrecho, y San Sebastián y Cameron al sur de la isla dieron origen a la Sociedad Explotadora de Tierra del Fuego, empresa que continuó organizando -a la muerte de Nogueira en 1893- su viuda Sara Braun, asistida por su hermano Mauricio. Estos terrenos estaban entre los paralelos 52° y 53° S, en torno a la bahía Inútil.

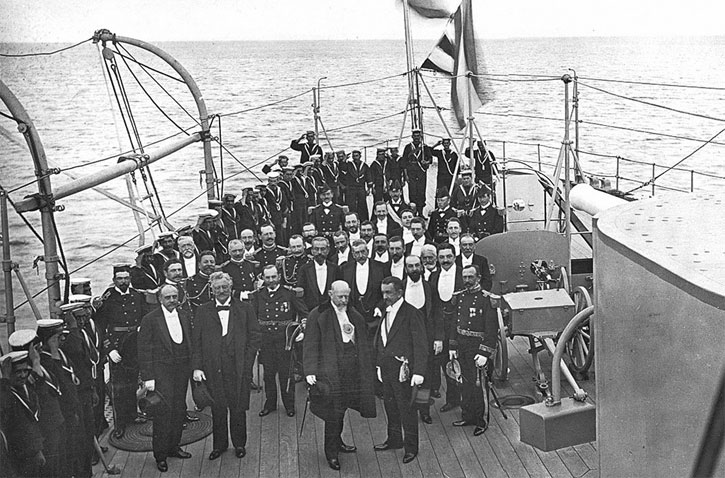
Los presidentes Errázuriz y Roca se reúnen en el Estrecho de Magallanes en 1899, en el llamado "Abrazo del Estrecho".

En 1899 se llevó a cabo el "Abrazo del Estrecho", los presidentes Federico Errázuriz Echaurren de Chile y Julio A. Roca de Argentina se juntaron en Punta Arenas. Roca instó a José Menéndez y Mauricio Braun, entre otros estancieros, a explotar la despoblada Patagonia Argentina. Al año siguiente, el grupo de Menéndez ocupó todas las pampas argentinas de la isla formando las estancias 1a y 2a Argentina que, a su vez, dieron origen a la ciudad de Río Grande. Un poco más al sur se instalaron los hermanos Bridges, hijos del pastor anglicano y primeros colonos nacidos en Tierra del Fuego. La creciente y vigorosa expansión de la SETF llegó a convertirla, hacia 1910, en el mayor feudo pecuario que ha existido en Chile, con propiedades, arriendos y tenencias sobre 3 000 000 hectáreas, alcanzando un poder e influencia más allá del ámbito nacional.
Víctimas de este proceso de ocupación del territorio fue la raza selknam. Los nativos fueron cruelmente perseguidos en cacerías organizadas por empresarios del oro o por asesinos profesionales, a quienes se les pagaba por un par de orejas cortadas. José Fagnano, un misionero salesiano llegado a Punta Arenas en 1888, obtuvo en concesión la isla Dawson en el Estrecho de Magallanes y fundó allí una reducción donde alcanzó a reunir a casi 1000 selknam enviados por los estancieros. en 1893 instaló otra reducción próxima a Río Grande, en Argentina dando refugio a otro numeroso grupo de nativos.
Sin embargo, en cautiverio muchos murieron por enfermedad o desadaptación. La misión en isla Dawson se cerró en 1912 y en 1920, el antropólogo Martin Gusinde contó a sólo 276 selk'nam sobrevivientes en toda Tierra del Fuego. En la actualidad los recuerda una lápida dedicada al Ona Desconocido en el cementerio de Punta Arenas.
El DFL N° 8582 del 30 de diciembre de 1927 crea el Departamento de Tierra del Fuego en el Territorio de Magallanes, con las comunas de Primavera, Porvenir, Bahía Inútil y Navarino, constituyéndose la ciudad de Porvenir como capital departamental. En 1929 se denomina provincia al Territorio de Magallanes.
Al caducar los contratos de arriendo en 1938, el Estado subdividió las grandes estancias, situación que se prolongó hasta 1965, año en que la reforma agraria extinguió definitivamente las sociedades ganaderas.
En 1945 brotó petróleo del pozo Manantiales, al norte de la isla. Este hallazgo determinó la transformación del sector norte de la isla, sobre el que fueron construidos nuevos caminos, oleoductos, gasoductos, torres de perforación, poblaciones y plantas de almacenaje y elaboración. Desde 1976 también se extrae petróleo de las aguas del Estrecho de Magallanes, con plataformas de perforación y extracción submarina.
Actualmente, hay cientos de medianas y pequeñas estancias en Tierra del Fuego, algunas trabajadas en cooperativa. Los cascos de las grandes estancias del pasado se han convertido en pueblos, como Onaisin (ex Josefina) y Cameron. Sus principales productos son lana y carne congelada que, en su mayoría, se exportan.
El último censo reveló que su población sigue siendo una de las más bajas de Chile, con apenas el 9,2% del total de la región.

## Economía
En 2018, la cantidad de empresas registradas en la provincia de Tierra del Fuego fue de 199. El Índice de Complejidad Económica (ECI) en el mismo año fue de -1,43, mientras que las actividades económicas con mayor índice de Ventaja Comparativa Revelada (RCA) fueron Caza Ordinaria y con Trampas y Actividades de Servicios Conexas (1278,31), Elaboración de Congelados de Pescados y Mariscos (384,67) y Cría de Ganado Ovino y/o Explotación Lanera (161,92).

## Comunas pertenecientes a la provincia de Tierra del Fuego
La provincia está constituida por 3 comunas: 
- Porvenir;
- Primavera;
- Timaukel.

## Autoridades

### Gobernador Provincial (1979-2021)

Logotipo de la Gobernación de la Provincia de Tierra del Fuego hasta 2021.

Los siguientes fueron los gobernadores provinciales de Tierra del Fuego.
| Gobernador(a)                 | Partido                    | Partido                    | Inicio              | Final               | Presidente(a) | Presidente(a)     |
| ----------------------------- | -------------------------- | -------------------------- | ------------------- | ------------------- | ------------- | ----------------- |
| Carlos Rudloff Molina         |                            | Militar                    | diciembre de 1979   | diciembre de 1981   |               | Augusto Pinochet  |
| Titular(es) desconocido(s)    | Titular(es) desconocido(s) | Titular(es) desconocido(s) | diciembre de 1981   | 11 de marzo de 1990 |               | Augusto Pinochet  |
| Sylvia Vera Pérez             |                            | PS                         | 11 de marzo de 1990 | 11 de marzo de 2000 |               | Patricio Aylwin   |
| Sylvia Vera Pérez             | Eduardo Frei Ruíz-Tagle    | PS                         | 11 de marzo de 1990 | 11 de marzo de 2000 |               |                   |
| Wilma Kalasich Sánchez        |                            | PDC                        | 11 de marzo de 2000 | 11 de marzo de 2006 |               | Ricardo Lagos     |
| Roberto Vargas Santana        |                            | PPD                        | 11 de marzo de 2006 | 13 de junio de 2008 |               | Michelle Bachelet |
| Luis Alberto Belmar Flores    |                            | PPD                        | 13 de junio de 2008 | 22 de enero de 2009 |               | Michelle Bachelet |
| Eduardo Barros González       |                            | PPD                        | 23 de enero de 2009 | 11 de marzo de 2010 |               | Michelle Bachelet |
| Catalina Besnier Anguita      |                            | RN                         | 11 de marzo de 2010 | 11 de marzo de 2014 |               | Sebastián Piñera  |
| Alfredo Miranda Mancilla      |                            | PRSD                       | 11 de marzo de 2014 | 31 de mayo de 2017  |               | Michelle Bachelet |
| Rodolfo Cárdenas Alvarado     |                            | PRSD                       | 9 de junio de 2017  | 11 de marzo de 2018 |               | Michelle Bachelet |
| Margarita Norambuena Caviedes |                            | RN                         | 11 de marzo de 2018 | 14 de julio de 2021 |               | Sebastián Piñera  |

### Delegado Presidencial Provincial (Desde 2021)

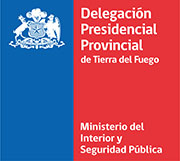
Logotipo de la Delegación Presidencial Provincial de Tierra del Fuego desde 2021.

Nuevo cargo que reemplaza la figura de Gobernador provincial.
| Delegado(a)                   | Partido | Partido | Inicio              | Final               | Presidente(a) | Presidente(a)    |
| ----------------------------- | ------- | ------- | ------------------- | ------------------- | ------------- | ---------------- |
| Margarita Norambuena Caviedes |         | RN      | 14 de julio de 2021 | 11 de marzo de 2022 |               | Sebastián Piñera |
| Karim Fierro Brstilo          |         | Ind.    | 11 de marzo de 2022 | 9 de julio de 2024  |               | Gabriel Boric    |
| José Miguel Campos Prieto     |         | Ind.    | 9 de julio de 2024  | En el cargo         |               | Gabriel Boric    |